# Wołowa Góra
Wołowa Góra (německy Ochsenberg) je hora na polské straně Krkonoš, vedlejší vrchol Tabule, od jejíhož vrcholu je vzdálena 2 km severovýchodně. Od Karpacze leží 4 km východně a od Kowar 3 km jihojihozápadně.
Vrchol hory je odlesněný. Díky tomu a také díky dobré termice je využíván jako centrum paraglidingu.

## Přístup
Značené cesty se vrcholu Wołowe Góry vyhýbají. Nejjednodušší cesta vede od Pomezních Bud po zelené značce směrem na Karpacz, od které po 2 km odbočuje doprava (severně) neznačená cesta do Kowar, ze které je potřeba se v sedle s Tabulí odpojit a na vrchol, ležící mimo území národního parku, dojít volným terénem (asi 300 m).